# Petr Šedivý
Petr Šedivý (* 11. listopadu 1950) je bývalý český fotbalový útočník. Žije v Jablonci nad Nisou.

## Fotbalová kariéra
V československé lize hrál za Slavii Praha ve 20 ligových utkáních a dal 1 ligový gól. Začínal v TJ Mariánské Lázně.

## Ligová bilance
| Ročník                                   | Zápasy | Góly | Minuty | Klub         |
| ---------------------------------------- | ------ | ---- | ------ | ------------ |
| 1. československá fotbalová liga 1975/76 | 20     | 1    | 677    | Slavia Praha |
| CELKEM 1. liga                           | 20     | 1    | 677    |              |